# リンダ・ヌワカロール
リンダ・ヌワカロール（Linda Nwakalor、2002年9月17日 - ）は、イタリアの女子バレーボール選手。イタリア代表。

## 来歴

### クラブチーム
レッコ出身。2016年、イタリアセリエB1のVolleyrò Casal de Pazziへ入団しバレーボール選手としてのキャリアをスタートさせた。2018年、イタリアセリエAのClub Italiaへ移籍し3年間プレーした。2021年5月、Wealth Planet Perugia Volleyへ移籍し、2年間プレーした。2023年6月、セリエA1のサヴィーノ・デルベーネ・スカンディッチと契約し、2023/24シーズンのセリエA1リーグではレギュラーとして起用される試合が増え、チームは準優勝を果たした。

### 代表チーム
アンダーカテゴリーの代表として2017年、U-16欧州選手権で金メダルを獲得した。2018年にはU-17欧州選手権で銀メダルを獲得した。2019年7月、エジプトで開催されたU-19世界選手権では銀メダルを獲得した。2021年、U-20世界選手権では金メダルを獲得した。2022年、U-21欧州選手権で金メダルを獲得した。2023年にシニア代表に初選出され、同年のネーションズリーグに出場した。

## 人物
- 同じくイタリア代表選手のシルビア・ヌワカロールは実姉である[3]。

## 球歴
- ネーションズリーグ - 2023年、2024年

## 所属クラブ
- Volleyrò Casal de Pazzi（2016-2018年）
- Club Italia（2018-2021年）
- Wealth Planet Perugia Volley（2021-2023年）
- サヴィーノ・デルベーネ・スカンディッチ（2023年-）